# Talminowicze
Talminowicze (biał. Тальмінавічы; ros. Тальминовичи) – agromiasteczko na Białorusi, w obwodzie brzeskim, w rejonie lachowickim, w sielsowiecie Honczary.

## Historia
W dwudziestoleciu międzywojennym leżały w Polsce, w województwie nowogródzkim, w powiecie baranowickim, w gminie Niedźwiedzica. W 1921 miejscowość liczyła 477 mieszkańców, zamieszkałych w 109 budynkach, wyłącznie Polaków. 468 mieszkańców było wyznania rzymskokatolickiego i 9 mojżeszowego.
Po II wojnie światowej w granicach Związku Sowieckiego. Od 1991 w niepodległej Białorusi.
Urodził tu się poseł na Sejm RP i wicewojewoda lubuski Jan Świrepo.